# Salão do Bar Brasil
Salão do Bar Brasil ou Exposição de Arte Moderna (1936), foi o evento que marcou o início do Modernismo no campo das artes plásticas em Minas Gerais.

## História
Nos idos de 1936, realizou-se em Belo Horizonte o segundo Congresso Eucarístico Nacional. A iniciativa levou para a capital mineira um conjunto de eclesiásticos e de personalidades políticas de cunho conservador. Os tempos eram de tensão, pois que o Golpe de 1937 já se anunciava e as atenções se dirigiram todas então à cidade. Como parte das atividades relacionadas ao Congresso, foi programada a exposição do artista Aníbal Mattos, um pintor academicista que era então completamente contrário à Arte Moderna.
Concomitante a isso, um grupo de artistas mineiros programou uma segunda exposição, de cunho diretamente oposto a de Mattos. Realizado nos porões do Edifício Cine Brasil, na Praça Sete, centro de Belo Horizonte, o evento reunia artistas plásticos e ilustradores adeptos da Arte moderna. A maioria deles era autodidata, alguns tinham contato com o Rio de Janeiro e com São Paulo. Jeanne Louise Milde era a única que vinha do exterior. Seu objetivo era protestar e exigir mais espaço e investimento para as artes no estado de Minas. Por isso mesmo a exposição foi feita em um Bar, um ambiente em si mesmo alternativo e boêmio.
"A mostra de arte é inaugurada no dia 10 de setembro. No dia 15, uma comissão de jurados, formada por artistas e intelectuais, reuniu-se para julgar os trabalhos, para os quais a Prefeitura Municipal instituiu prêmios de estímulo aos primeiros colocados. O prêmio, na categoria caricatura, coube a Delpino Junior e Monsã, ambos com auto-caricatura e João Baptista de Alvarenga pela caricatura do Presidente Dorinato Lima, receberam menção honrosa. O prêmio para arquitetura foi dividido entre Virgílio de Castro, pelo seu "Restaurante Popular e Hermínio Gauzzi pela Casa do Jornaleiro, tendo sido conferida menção honrosa a Shakespeare Gomes pela sua Piscina. Genesco Murta com o óleo Igreja do Rosário e observatório e Renato Lima com uma aquarela denominada Fazenda do Leitão receberam o primeiro lugar em pintura. Foram ainda premiados, com menção honrosa, Delpino Junior e Érico de Paula, por dois retratos que expuseram. O primeiro lugar em desenho coube à obra Miséria de Fernando Pierucetti, jovem e brilhante artista que pela primeira vez expunha os seus trabalhos, todavia sob o pseudônimo de Luiz Alfredo" .